# Tantowi Yahya
Tantowi Yahya (ur. 29 października 1960 w Palembangu) – indonezyjski artysta, prezenter telewizyjny i polityk. Ambasador Indonezji w Nowej Zelandii, Samoa i Tonga.
Jest czołowym muzykiem country w Indonezji. Znany jest także z prowadzenia indonezyjskiej edycji formatu Who Wants to Be a Millionaire? oraz programu Country Road na antenie TVRI.

## Dyskografia
- 2000: Country Breeze
- 2002: Southern Dreams
- 2003: Country Manado
- 2005: Friends
- 2008: Livin’ with Dreams
- 2013: Sings Evergreens